# Horst Küthe

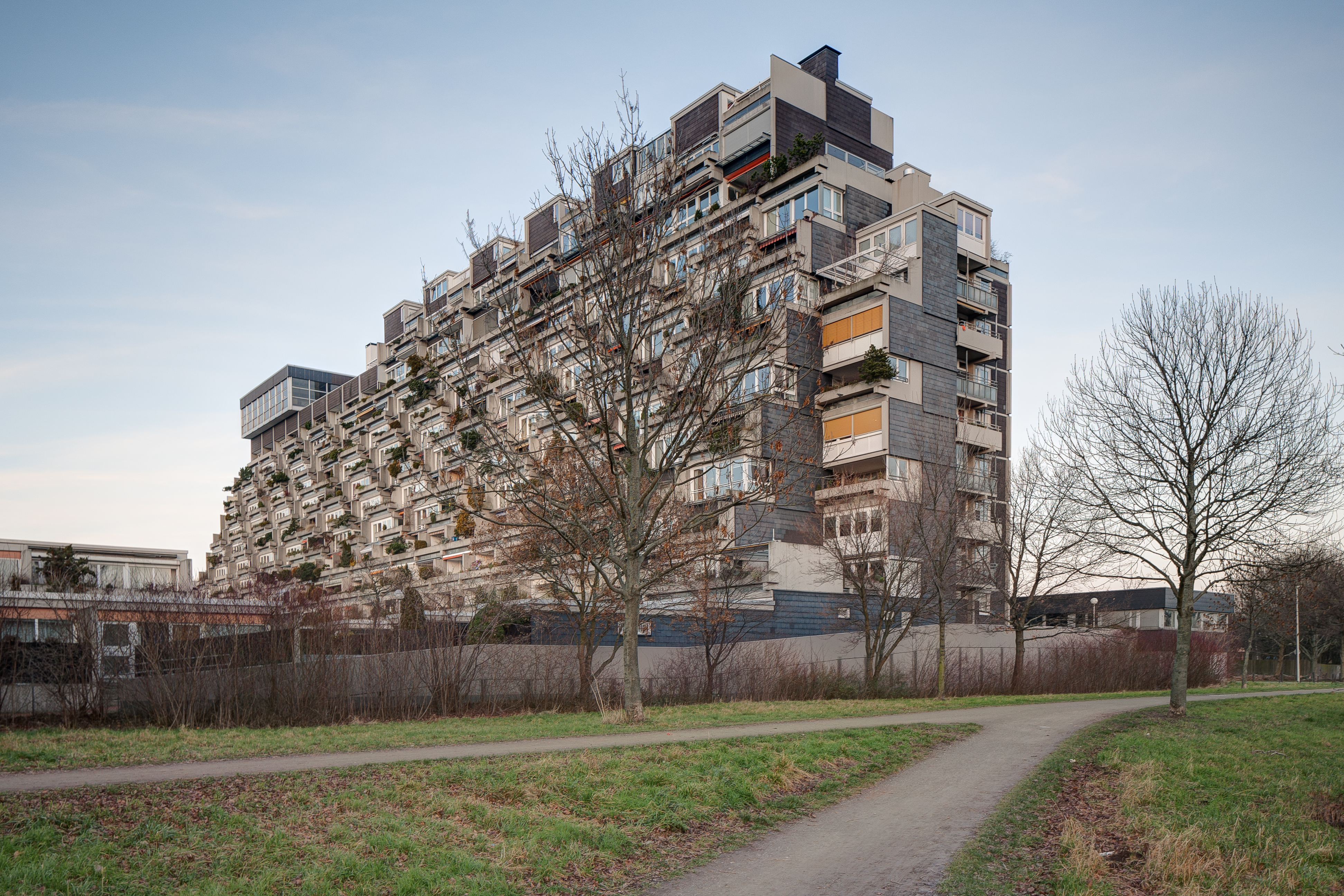
Terrassenhochhaus Davenstedt

Horst Küthe (* 11. November 1927 in Duisburg; † 12. März 2018) war ein deutscher Architekt aus Hannover. Er war von 1968 bis 1986 Wissenschaftlicher Rat und Professor für Aufnahme und Darstellung von Bauten an der Technischen Hochschule Hannover. Er plante unter anderem im Stil des Brutalismus die Wohnanlagen „Terrassenbau Davenstedt“ und „Vor dem Edelhof“. 
1961 wurde er als Preisträger im Bereich Architektur durch den Kulturkreis der deutschen Wirtschaft ausgezeichnet.